# Adalberto Accioli Sobral
Dom Adalberto Accioli Sobral (Japaratuba, 2 de agosto de 1887 — Aracaju, 24 de maio de 1951) foi prelado católico brasileiro. Esteve à frente das dioceses de Barra e de Pesqueira e da Arquidiocese de São Luís do Maranhão.

## Biografia
Nasceu no Engenho São João, em Japaratuba, Sergipe, filho de Luísa Francisca Accioli Sobral e do coronel Simeão Teles de Meneses Sobral. Era meio-irmão do desembargador Simeão Teles de Meneses Sobral, fruto do primeiro casamento de seu pai com Rosa Cândida Dias Sobral e, pelo lado materno, era bisneto do Barão de Japaratuba.
Fez estudos de humanidades no Ateneu Sergipano. Destinado ao sacerdócio, em março de 1903, matriculou-se no Seminário Arquidiocesano de Maceió, onde fez todos os estudos exigidos para tal carreira. Recebeu a ordenação presbiteral das mãos do arcebispo Dom Manuel Antônio de Oliveira Lopes em 12 de novembro de 1911. Celebrou sua primeira missa em 21 do mesmo mês e, logo após, foi nomeado vigário interino de Maceió.
Criada a Diocese de Sergipe, foi convidado a assumir o cargo de secretário e escrivão da comarca eclesiástica, por provisão de 6 de março de 1912. Cônego catedrático com a dignidade de primeiro diácono do cabido diocesano, a 4 de agosto do mesmo ano; diretor espiritual do seminário a 28 de fevereiro de 1913; reitor do mesmo seminário a 4 de janeiro de 1919; teologal da Igreja Catedral a 21 de fevereiro e vigário-geral a 12 de maio do mesmo ano, exonerou-se do lugar do reitor a 31 de dezembro de 1921 por motivo de moléstia, sendo novamente provisionado a 16 de julho de 1923.
Em 15 de março de 1918, foi nomeado governador do bispado e, por ocasião do 1º Centenário da Independência, foi à capital federal representar o bispo da sua Diocese no Congresso Eucarístico ali realizado. Por decreto de 24 de julho de 1916, foi nomeado adjunto da cadeira de português do Ateneu Sergipano, promovido a catedrático por decreto de 30 de março de 1918, permutando com a de latim a 19 de abril do mesmo ano. Em 1917, o Papa Bento XV fê-lo seu camareiro secreto.
Cônego catedrático com a dignidade de primeiro diácono do cabido diocesano, a 4 de agosto do mesmo ano; diretor espiritual do seminário a 28 de fevereiro de 1913; reitor do mesmo seminário a 4 de janeiro de 1919; teologal da Igreja Catedral a 21 de fevereiro e vigário geral a 12 de maio do mesmo ano, exonerou-se do lugar do reitor a 31 de dezembro de 1921 por motivo de moléstia, sendo novamente provisionado a 16 de julho de 1923.
Foi o primeiro redator e diretor do periódico A Cruzada, órgão da diocese; promoveu a criação da capelania da fábrica Sergipe Industrial. Foi capelão, por sete anos, do Hospital Santa Isabel e, a partir de 1924, assumiu a capelania do Colégio Nossa Senhora de Lourdes de Aracaju.
Em 22 de abril de 1927, o Papa Pio XI escolheu o Mons. Adalberto para encabeçar a Diocese de Barra, no interior do Estado da Bahia. Dom Adalberto recebeu a sagração episcopal em 4 de setembro seguinte, em Aracaju, por imposição das mãos do arcebispo Dom José Tomás Gomes da Silva, tendo Dom Jonas de Araújo Batinga, bispo de Penedo, e Dom Juvêncio de Brito, bispo de Caetité, como concelebrantes. Tomou posse da dita diocese em 4 de outubro do mesmo ano e lá esteve até janeiro de 1934, quando o mesmo Pio XI o transferiu para a Diocese de Pesqueira, em Pernambuco, vacante havia mais de um ano desde a morte do bispo Dom José Antônio de Oliveira Lopes. Assumiu a dita diocese em 15 de agosto seguinte e desenvolveu seu trabalho pastoral ali por treze anos.
O Papa Pio XII o promoveu o bispo de Pesqueira a arcebispo de São Luís do Maranhão em janeiro de 1947, época em que esta arquidiocese estava vacante havia quase três anos desde a transferência de Dom Carlos Mota para São Paulo. Dom Sobral tomou posse como 3.º arcebispo de São Luís em 12 de agosto de 1947. Não obstante o curto período do seu governo, promoveu a reforma do prédio onde funcionou posteriormente a Faculdade de Filosofia, Ciências e Letras da Universidade Federal do Maranhão e do Palácio Sagrado Coração de Jesus, além de trabalhar em favor do soerguimento do Seminário Santo Antônio, cujas finanças ele equilibrou com sua ajuda pessoal.
Ausentou-se da arquidiocese por motivos de saúde em setembro de 1950, e veio a falecer em Aracaju, em 24 de maio de 1951, aos 63 anos. Seus restos mortais foram sepultados na cripta da Catedral de São Luís.